# Доманиці (Воловський повіт)
Доманиці (пол. Domanice) — село в Польщі, у гміні Вінсько Воловського повіту Нижньосілезького воєводства.
Населення — 77 осіб (2011).
У 1975-1998 роках село належало до Вроцлавського воєводства.

## Демографія
Демографічна структура станом на 31 березня 2011 року:
|          | Загалом | Допрацездатний вік | Працездатний вік | Постпрацездатний вік |
| -------- | ------- | ------------------ | ---------------- | -------------------- |
| Чоловіки | 43      | 13                 | 28               | 2                    |
| Жінки    | 34      | 8                  | 21               | 5                    |
| Разом    | 77      | 21                 | 49               | 7                    |